# یک مرد جدی
یک مرد جدی (به انگلیسی: A Serious man) یک فیلم کمدی سیاه محصول سال ۲۰۰۹ آمریکا به‌کارگردانی، نویسندگی و تهیه‌کنندگیِ جوئل و ایتن کوئن است.
یک مرد جدی دربارهٔ یک خانوادهٔ یهودی دههٔ شصتِ آمریکاست. این فیلم بر اساس خاطرات برادران کوئن از کودکیِ خودشان (و نگاهی به قصّهٔ ایّوبِ نبی) است که آدم‌های فیلم را از آن‌ها الهام گرفته‌اند.
یک مرد جدی ابتدا در تاریخ ۱۲ سپتامبر در جشنوارهٔ فیلم تورنتو به‌اکران درآمد. فیلم بلافاصله به‌مذاقِ منتقدین خوش آمد و یکی از ۵ فیلم برتر جشنواره در سه رشتهٔ کارگردانی، بهترین فیلم و فیلم‌نامه معرفی شد.
سر انجام در ۲ اکتبر ۲۰۰۹ رسماً در آمریکا اکران شد.

## داستان
لری (با بازی مایکل استولبارگ)پدر یک خانوادهٔ طبقهٔ متوسطِ یهودی در سال ۱۹۶۷ است. زندگی او به‌عنوان یک پدرِ سختگیر خانواده به‌آرامی پیش می‌رود. اما ناگهان سیلی از مشکلات بر زندگیِ او جاری می‌شود. همسرش او را ترک می‌کند. پسرش هر کاری می‌کند تا آلبوم‌های یک گروه موسیقی را گیر بیاورد، دخترش بر خلاف میل او می‌خواهد دماغش را عمل کند، پلیس‌ها برادرش را تعقیب می‌کنند و... لری کم‌کم به این فکر می‌افتد که چرا خدا این بلاها را به او نازل می‌کند؟ او پیش خاخام‌ها می‌رود و به هیچ نتیجه‌ای نمی‌رسد تا... 

## جوایز

### گلدن گلوب ۲۰۰۹
«یک مرد جدی» در شصت و هفتمین مراسم گلدن گلوب (مصادف با سال ۲۰۰۹) کاندیدای جایزهٔ بهترین بازیگرِ نقش کمدی بود که در نهایت شکست خورد.

## اسکار ۲۰۰۹
در مراسم اسکار ۲۰۱۰، این فیلم کاندیدای دو اسکار بود که موفق به کسب هیچ‌کدام نشد:
- بهترین فیلم سال
- بهترین فیلم‌نامه برای برادران کوئن